# Philodina quadrata
Philodina quadrata är en hjuldjursart som beskrevs av De Koning 1947. Philodina quadrata ingår i släktet Philodina och familjen Philodinidae. Inga underarter finns listade i Catalogue of Life.